# Якшицы
Якшицы (бел. Якшыцы) — деревня в Березинском районе Минской области Беларуси. Входит в состав Богушевичского сельсовета.

## География
Деревня находится в восточной части Минской области, на правом берегу реки Березины, к востоку от автодороги Р-67, на расстоянии приблизительно 21 километра (по прямой) к юго-юго-западу от города Березино, административного центра района. Абсолютная высота — 154 метра над уровнем моря. Площадь населённого пункта — 1,5246 км².

## История
Известна с XVI века. В 1897 году входила в состав Игуменского уезда Минской губернии, насчитывалось 36 дворов и 619 жителей. Действовали народное училище, 3 кузницы, хлебозапасный магазин, церковь, трактир, часовня и церковно-приходской приют.
По состоянию на 1909 год, в Якшицах имелось 108 дворов и проживало 700 человек. В административном отношении село являлась центром Якшицкой волости.
В 1929 году, в ходе проведения коллективизации, был образован колхоз «Победа».
До 21 декабря 2007 года являлась административным центром Якшицкого сельсовета.

## Население
По данным переписи 2019 года, в деревне проживало 205 человек.
| Год  | Население, человек |
| ---- | ------------------ |
| 1800 | 271                |
| 1886 | ↗ 330              |
| 1897 | ↗ 619              |
| 1909 | ↗ 700              |
| 1917 | ↗ 822              |
| 1960 | ↘ 633              |
| 2003 | ↘ 336              |
| 2008 | ↘ 312              |
| 2009 | ↘ 254              |
| 2019 | ↘ 205              |